# Carmen Curlers (sèrie de televisió)
Carmen Curlers és una sèrie de televisió danesa en 15 capítols produïda des del 2022. La creadora principal de la sèrie és Mette Heeno. S'ha doblat i subtitulat al català per a FilminCAT, que va incorporar-la al seu catàleg el 31 de gener de 2023. El 17 de novembre de 2024 es va començar a emetre per TV3.
La sèrie està vagament inspirada en la història real de la creació de Carmen Curlers, un producte per arrissar cabells que va donar vida a un petit poble danès a la dècada del 1960. A la sèrie, el personatge principal es diu Axel Byvang, però en realitat el seu nom era Arne Bybjerg Pedersen.

## Repartiment
- Morten Hee Andersen com a Axel Byvang, creador de Carmen Curlers i marit de la Tove.
- Rosalinde Mynster com a Tove Byvang, dona de l'Axel.
- Nicolai Jørgensen com a Frans Lynge, perruquer i cofundador de Carmen Curlers.
- Maria Rossing com a Birthe Windfeld, empleada a Carmen Curlers.
- Lars Ranthe com a Jørgen Windfeld, marit de la Birthe.
- Fanny Leander Bornedal com a Kathrine Windfeld, filla gran de la Birthe i el Jørgen.
- Louis Næss-Schmidt com a Svend Windfeld, fill de la Birthe i el Jørgen.
- Christian Tafdrup com a Poul Mosholt, rival d'infantesa de l'Axel.
- Mille Lehfeldt com a Vita Mosholt, dona del Poul.
- Kaya Toft Loholt com a Kirsten Mosholt, filla del Poul i la Vita.
- Sofie Torp com a Lis Lassen, secretària de Carmen Curlers.
- Signe Egholm Olsen com a Karen, germana petita de la Birthe.
- Petrine Agger com a Edith Hansen, germana gran de la Birthe.
- Lane Lind com a Ingrid Mosholt, mare del Poul.
- Kirsten Lehfeldt com a Bente, mare de la Vita.
- Joachim Fjelstrup com a Benjamin Møller, fotògraf.

## Llista d'episodis

### Temporada 1 (2022)
| Núm. total | Núm. de la temporada | Títol                                      | Direcció           | Data d'emissió original |
| --- | -------------------- | ------------------------------------------ | ------------------ | ----------------------- |
| 1 | 1                    | «Els arrissadors d'Axel»                   | Natasha Arthy      | 30 de setembre de 2022  |
| Axel Byvang s'està afaitant quan sent una dona que li demana que la pentini per a la confirmació del seu fill. Després que la dona marxi, Axel troba un anunci que busca inversors per a l'invent de l'arrissador elèctric. |                      |                                            |                    |                         |
| 2 | 2                    | «La fira de bellesa més gran de Dinamarca» | Natasha Arthy      | 7 d'octubre de 2022     |
| Axel s'inscriu a la fira de bellesa més gran de l'any a Copenhaguen, on presentarà Curlers. Tove està preocupat per la quantitat de diners que està invertint en el projecte. Mentrestant, Birthe té una crisi a casa. |                      |                                            |                    |                         |
| 3 | 3                    | «De porta a porta»                         | Christian Tafdrup  | 14 d'octubre de 2022    |
| L'Axel ha tocat fons. Els clients, la dona i el fill han desaparegut. Mentre el Frans intenta treure'l de la desesperació i convèncer-lo per vendre els arrissadors que funcionen porta per porta, la Birthe aconsegueix feina com a dependenta a la botiga de televisors. |                      |                                            |                    |                         |
| 4 | 4                    | «200 Kroner i un joc d'arrissadors Carmen» | Christian Tafdrup  | 21 d'octubre de 2022    |
| La construcció de la fàbrica de Carmen Curlers està en marxa, tot i els esforços del Poul, el rival de l'Axel, per paralitzar-ho. Mentrestant, perquè tot continuï amb el ritme promès, l'Axel ha de moure alguns fils per signar una gran comanda i aconseguir que els seus arrissadors siguin a les botigues per Nadal.                                                                |                      |                                            |                    |                         |
| 5 | 5                    | «Una nova dona en 10 minuts»               | Josefine Kirkeskov | 28 d'octubre de 2022    |
| El banc ha decidit prestar a l'Axel un altre milió. Mentre ell i el Frans li han promès al Lundahl una campanya publicitària en quatre dies, la Birthe rep l'encàrrec de contractar tot el personal de la fàbrica. Mentrestant, el Jorgen se sent desesperat. |                      |                                            |                    |                         |
| 6 | 6                    | «Artista extraordinari»                    | Josefine Kirkeskov | 4 de novembre de 2022   |
| La fàbrica de Carmen Curlers destil·la vida. Tothom està ocupat i els passadissos semblen una estació de tren, però el Frans mai s'havia sentit tan sol. Li ha arribat el moment de canviar? |                      |                                            |                    |                         |
| 7 | 7                    | «Bon Nadal»                                | Lisa Jespersen     | 11 de novembre de 2022  |
| És Nadal. L'Axel vol recuperar la Tove, però ella té altres plans. La Birthe celebra les festes amb la seva família i descobreix que el Jorgen s'ha gastat una part important dels seus diners. A més, les coses tampoc van gaire bé per a Carmen Curlers. |                      |                                            |                    |                         |
| 8 | 8                    | «Primer París, després la resta del món»   | Lisa Jespersen     | 18 de novembre de 2022  |
| L'Axel i el Frans tenen un gran èxit a París i tornen a casa amb una comanda de 10.000 jocs d'arrissadors. La comanda s'ha de lliurar en un termini de catorze dies, cosa que posa les dones de la fàbrica sota una pressió enorme que pot acabar en vaga. Pel que fa a la Birthe, després de rebre bones notícies sobre la salut del Jorgen, pot tornar a la vida de la granja... o no? |                      |                                            |                    |                         |

### Temporada 2 (2023)
| Núm. total | Núm. de la temporada | Títol                             | Direcció                  | Data d'emissió original |
| --- | -------------------- | --------------------------------- | ------------------------- | ----------------------- |
| 9 | 1                    | «Benvinguts a Carmen»             | Samanou Acheche Sahlstrøm | 15 d'octubre de 2023    |
| Corre l'any 1965 i la gran empresa de cosmètics Clarice visita Carmen. Volen fer realitat el somni de l'Axel de vendre arrissadors Carmen a tot el món. A la fàbrica, la Birthe intenta motivar els empleats perquè donin una bona impressió als americans, però un grup de senyores amenaça d'anar a la vaga. Els americans de Clarice prefereixen anar-se'n de festa a Copenhaguen abans que discutir propostes de negoci, i l'Axel organitza una espectacular festa perquè es quedin a la ciutat i puguin començar les negociacions. |                      |                                   |                           |                         |
| 10 | 2                    | «No pots fer una truita...»       | Samanou Acheche Sahlstrøm | 22 d'octubre de 2023    |
| A la fàbrica esclaten les pitjors queixes sobre les condicions de treball quan una de les joves treballadores, l'Else, té un greu accident. Les dones es queixen i exigeixen més seguretat i suport per part de la direcció. La Birthe allunya l'Axel i la delegació americana de les enfadades dones de la fàbrica. L'Axel aconsegueix una gran comanda dels americans i posa la Birthe a la direcció. La Vita visita el Poul al psiquiàtric on està ingressat amb una depressió després d'un intent de suïcidi.                       |                      |                                   |                           |                         |
| 11 | 3                    | «El millor lloc de feina del món» | Samanou Acheche Sahlstrøm | 29 d'octubre de 2023    |
| 50.000 jocs de Carmen Curlers estan de camí als EUA i la Birthe ha d'aconseguir més treballadors. Per aconseguir-ho, organitza una festa de reclutament a Carmen. Tot i l'èxit, l'Axel se sent sol, fins que descobreix que els empleats de Carmen, i especialment la Birthe, són la seva veritable família. A més, l'Svend li ha dit al Jorgen que no vol ser agricultor i això ha creat mal ambient a la família. |                      |                                   |                           |                         |
| 12 | 4                    | «In charge of the lot»            | Samanou Acheche Sahlstrøm | 5 de novembre de 2023   |
| Un defecte de fabricació obliga Carmen Curlers a retirar totes les comandes. Mentre l'Axel i el Frans van a Suïssa a recollir una peça de recanvi, la Birthe ha d'enviar totes les dones de Carmen a casa sense sou mentre esperen aquesta peça. Ha estat un defecte o un sabotatge? Mentrestant, la Kathrine s'enamora d'un jove cuiner, el Poul comença un tractament nou que fa aflorar els seus traumes infantils i la fàbrica acull un nou naixement.                                                                              |                      |                                   |                           |                         |
| 13 | 5                    | «Vencerem»                        | Josefine Kirkeskov        | 12 de novembre de 2023  |
| La producció de la fàbrica torna a estar en marxa i Carmen Curlers prepara la visita de l'ambaixador estatunidenc. Mentrestant, la Kathrine i el Gustav coneixen uns amics de l'Annie que formen part d'un grup polític de Copenhaguen. La Kathrine en queda fascinada i acaba participant en una protesta contra l'ambaixador i contra Carmen Curlers, però res surt com esperaven. |                      |                                   |                           |                         |
| 14 | 6                    | «Punt de venda exclusiu»          | Josefine Kirkeskov        | 19 de novembre de 2023  |
| La directora de màrqueting de Clarice, la senyoreta Johansson, visita Carmen Curlers i n'augmenta la producció i el màrqueting. Tant l'Axel com la Birthe queden fascinats per aquesta dona de negocis moderna i independent. Mentrestant, i ignorant els desitjos de l'Ingrid, la Vita porta el Poul de la institució a casa. El Frans torna de la Fira de Bellesa d'Hamburg amb males notícies: ha trobat allà un producte igual que els arrissadors Carmen, però que costa la meitat.                                                |                      |                                   |                           |                         |
| 15 | 7                    | «Buongiorno»                      | Josefine Kirkeskov        | 26 de novembre de 2023  |
| Algú ha robat els plànols originals dels arrissadors i tots estan sota sospita. Per descobrir-ho, l'Axel agafa un tren cap a Itàlia juntament amb el Marc i el Frans, però és la Birthe qui finalment descobreix el traïdor. Durant el viatge, el Frans coneix el Benjamin i es veu obligat a prendre una decisió. Podrà l'Axel salvar l'empresa? Es podrà salvar a si mateix? |                      |                                   |                           |                         |

## Premis i reconeixements
En els premis Robert de 2023, la sèrie va rebre el premi a la sèrie de televisió de l'any; Maria Rossing, el premi a la millor actriu protagonista en una sèrie, i Nicolai Jørgensen, al millor actor secundari en una sèrie.

## Banda sonora
A part del tema inicial comú a tots els episodis, a cadascun hi sonen unes determinades cançons:
| Núm. Total | Núm. Episodi | Títol cançó | Intèrpret | Autor |
| ---------- | ------------ | --- | --- | --- |
| 1          | 1            | "Det är nåt visst med twist" "Do You Love Me" "Preludi i Fuga en Do major" "Nocturna en Fa menor, opus 55" "Drums Ahoy" "All Day" "Club Rendezvous" "Teenbeat Stomp" "Madison Bounce"            | Siw Malmkvist Faron's Flamingos Tony Crombie Hal David & John Cacavas Patrick John O'Hara Scott Tony Crombie Armando Sciascia                                | Burman, Ediing, Himmelstrand Berry Gordy Jr. Johann Sebastian Bach Frédéric Chopin Tony Crombie Hal David & John Cacavas Patrick John O'Hara Scott Tony Cromble Armando Sciascia                                        |
| 2          | 2            | "The Hippy Hippy Shake" "I Skovens Dybe Stille Ro" | The Swinging Blue Jeans Fritz Andersen | Chan Romero Cançó tradicional |
| 3          | 3            | "Jeg Snakker Med Mig Selv" "Sexy Walt" "Misty Eyed" "Country Cafe Carmen" "Ride With Me" "World of Blue" "Hot Twist"                                                                             | Gitte Hænning Tony Cromble Armando Sciascia Bobo Moreno Tony Kinsey Armando Sciascia                                                                         | Otto Francker, Sejr Volmer-Sorensen Tony Crombie Armando Sciascia Halfdan E Jesper Mechlenburg Tony Kinsey Armando Sciascia                                                                                             |
| 4          | 4            | "Ta’ Med Ud og Fisk" "Nicotine" "Maybe Baby" "Sulk" "Cute Carmen" "Aphrodite" "Han Skal I Glas og Ramme" "Kitten Heels" "Summer Romance" "Solitaire" "Big Ben Mover"                             | Gitte Hænning Armando Sciascia Hal David & John Cacavas Cor de l'Exèrcit Roig Frank Ricotti Armando Sciascia Grete Klitgaard Armando Sciascia Tony Crombie   | Ida & Bent From, Tex Atchison Armando Sciascia Frank Ricotti Armando Sciascia John E. Svane, tradicional Armando Sciascia Elliot Cohen, John Hawkins Armando Sciascia Tony Crombie                                      |
| 5          | 5            | "Drumless Riff" "Carnivale" "Here Comes de Sun" | Tony Crombie | Tony Crombie Hal David & John Cacavas |
| 6          | 6            | "Dansevise" "Shout" "Soul Chant" "Dansevise" "Un Graso De Arela" "In Swinger" "Teenbeat Stomp" "We’re On Top Of The World" "Brushing The Tymps"                                                  | Grethe & Jørgen Ingmann Bobo Moreno Johnny Thompson Ronni Morgenstjerne Francy Boland Johnny Hawksworth Tony Crombie Bill Martin & Phil Coulter Tony Crombie | Otto Francher, Sejr Volmer-Sorensen O’Kelly Isley, Rudolph Isley, Ronald Isley Johnny Thompson Otto Francher, Sejr Volmer-Sorensen Francy Boland Johnny Hawksworth Tony Crombie Bill Martin & Phil Coulter Tony Crombie |
| 7          | 7            | "Time of the Season" "I Love This Time of Year" "Jump’n’Jive" "Drimless Riff" "The Way To Your Heart" "Glade Jul, Dejlige Jul" "Beat Me 'Til I'm Blue" "Mood Moderne" "Sexy Walt" "Social Event" | The Zombies Hal David, John Cacavas Tony Crombie Hal David, John Cacavas Poul Bundgaard Alan Hawkshaw Roger Roger Tonny Crombie                              | Hal David, John Cacavas Roger Roger Tony Crombie Hal David, John Cacavas Franz Xaver Gruber, B.S. Ingemann Alan Hawkshaw Roger Roger Tonny Crombie Patrick John O'Hara Scott                                            |
| 8          | 8            | "You Don’t Own Me" La Marseillaise" "Din Mund Siger Nej" "Sleeping Beaty Waltz" "Let's Go" "Tristesse" Estudi op. 10, núm. 3 "Sexy Walt" "Fishin' The Blues"                                     | Emma Acs Hans Kurt & Bertrand Bechs Orkester Steffen Westmark Ulrik Vesti Tony Crombie The Tony Kinsey Quartet                                               | John Medora, David White Claude Joseph Rouget de Lisle Joseph Santly, Ludvig Brandstrup, Alfred Kjaerulf Piotr Ilitx Txaikovski Jesper Mechlenburg Frédéric Chopin Tony Crombie Tony Kinsey                             |